# Сан-Маркос (Калифорния)
Сан-Маркос (англ. San Marcos) — город, пригород Сан-Диего в округе Сан-Диего штата Калифорния, США. Согласно переписи 2010 года, в городе проживал 83 781 человек. Был основан 28 января 1963 года, город хартии с 4 июля 1994 года.
Здесь находится главный офис компании Hunter Industries — производителя ирригационного оборудования для ландшафтного дизайна и индустрии полей для гольфа.
В честь расположенного здесь кампуса колледжа Паломар (Palomar) на одном из холмов расположена видимая издалека буква P.